# Campeonato Mundial de Snowboard de 2011 - Halfpipe masculino
A prova do halfpipe masculino do Campeonato Mundial de Snowboard de 2011 foi disputado entre 19 e 20 de janeiro na estação de esqui La Molina, localizado na cidade de Alp na Espanha.

## Medalhistas
| Ouro                   | Prata                     | Bronze             |
| Nathan Johnstone (AUS) | Iouri Podladtchikov (SUI) | Markus Malin (FIN) |

## Resultados

### Qualificação
A qualificação ocorreu dia 19 de janeiro. 
Bateria 1
| Colocação | Bib | Nome                    | Nacionalidade  | Descida 1 | Descida 2 | Total | Notas |
| --------- | --- | ----------------------- | -------------- | --------- | --------- | ----- | ----- |
| 1         | 3   | Ryo Aono                | Japão          | 25.6      | 26.3      | 26.3  | QF    |
| 2         | 9   | Nathan Johnstone        | Austrália      | 25.7      | 24.1      | 25.7  | QF    |
| 3         | 4   | Iouri Podladtchikov     | Suíça          | 22.8      | 24.6      | 24.6  | QSF   |
| 4         | 1   | Taku Hiraoka            | Japão          | 21.2      | 21.5      | 21.5  | QSF   |
| 5         | 10  | Kosuke Hosokawa         | Japão          | 12.0      | 21.2      | 21.2  | QSF   |
| 6         | 8   | Mitchell Brown          | Nova Zelândia  | 21.0      | 10.5      | 21.0  | QSF   |
| 7         | 6   | Aluan Ricciardi         | França         | 19.6      | 20.5      | 20.5  |       |
| 8         | 5   | Arthur Longo            | França         | 18.7      | 17.9      | 17.9  |       |
| 9         | 11  | Derek Livingston        | Canadá         | 17.2      | 13.7      | 17.2  |       |
| 10        | 15  | Shi Wancheng            | China          | 16.2      | 4.3       | 16.2  |       |
| 11        | 12  | Filip Kavcic            | Eslovênia      | 12.8      | 15.3      | 15.3  |       |
| 12        | 13  | Taylor Gold             | Estados Unidos | 9.7       | 10.3      | 10.3  |       |
| 13        | 18  | Jan Kralj               | Eslovênia      | 9.9       | 8.9       | 9.9   |       |
| 14        | 16  | Lee Kwang-Ki            | Coreia do Sul  | 5.2       | 9.7       | 9.7   |       |
| 15        | 14  | Clemens Schattschneider | Áustria        | 9.0       | 6.3       | 9.0   |       |
| 16        | 19  | Petr Horak              | Chéquia        | 4.4       | 8.0       | 8.0   |       |
| 17        | 7   | Sergey Tarasov          | Rússia         | 6.0       | 3.4       | 6.0   |       |
| 18        | 17  | Bjorn Simons            | Bélgica        | 2.6       | 5.3       | 5.3   |       |
|           | 2   | Peetu Piiroinen         | Finlândia      |           |           |       | DNS   |

Bateria 2
| Colocação | Bib | Nome                | Nacionalidade  | Descida 1 | Descida 2 | Total | Notas |
| --------- | --- | ------------------- | -------------- | --------- | --------- | ----- | ----- |
| 1         | 24  | Mathieu Crepel      | França         | 24.7      | 26.2      | 26.2  | QF    |
| 2         | 26  | Christian Haller    | Suíça          | 23.9      | 25.6      | 25.6  | QF    |
| 3         | 20  | Antti Autti         | Finlândia      | 11.5      | 23.2      | 23.2  | QSF   |
| 4         | 21  | Brad Martin         | Canadá         | 23.0      | 21.9      | 23.0  | QSF   |
| 5         | 28  | Markus Malin        | Finlândia      | 22.8      | 21.9      | 22.8  | QSF   |
| 6         | 25  | Justin Lamoreux     | Canadá         | 21.6      | 3.0       | 21.6  | QSF   |
| 7         | 27  | Isaac Verges        | Espanha        | 19.9      | 19.6      | 19.9  |       |
| 8         | 33  | Giorgio Ciancaleoni | Itália         | 19.2      | 10.3      | 19.2  |       |
| 9         | 22  | Manuel Pietropoli   | Itália         | 18.7      | 10.6      | 18.7  |       |
| 10        | 32  | Tim Kevin Ravnjak   | Eslovênia      | 16.0      | 18.4      | 18.4  |       |
| 11        | 29  | Ruben Verges        | Espanha        | 17.9      | 1.6       | 17.9  |       |
| 12        | 30  | Jan Nekas           | Chéquia        | 9.0       | 15.8      | 15.8  |       |
| 13        | 31  | Paul Brichta        | Estados Unidos | 10.1      | 13.0      | 13.0  |       |
| 14        | 35  | Rocco Van Straten   | Países Baixos  | 12.5      | 10.7      | 12.5  |       |
| 15        | 37  | Lorenzo Buzzoni     | Itália         | 11.0      | 5.9       | 11.0  |       |
| 16        | 34  | Steve Krivbolder    | Países Baixos  | 3.0       | 10.2      | 10.2  |       |
| 17        | 23  | Dimi De Jong        | Países Baixos  | 5.0       | 5.4       | 5.4   |       |
|           | 36  | Regino Hernandez    | Espanha        |           |           |       | DNS   |

Bateria 3
| Colocação | Bib | Nome                   | Nacionalidade  | Descida 1 | Descida 2 | Total | Notas |
| --------- | --- | ---------------------- | -------------- | --------- | --------- | ----- | ----- |
| 1         | 43  | Patrick Burgener       | Suíça          | 24.0      | 26.3      | 26.3  | QF    |
| 2         | 42  | Ilkka-Eemeli Laari     | Finlândia      | 14.7      | 25.7      | 25.7  | QF    |
| 3         | 47  | Benjamin Farrow        | Estados Unidos | 23.6      | 22.3      | 23.6  | QSF   |
| 4         | 45  | Dolf van der Wal       | Países Baixos  | 21.8      | 6.8       | 21.8  | QSF   |
| 5         | 39  | Johann Baisamy         | França         | 21.2      | 21.4      | 21.4  | QSF   |
| 6         | 48  | Ben Stewart            | Nova Zelândia  | 21.2      | 9.3       | 21.2  | QSF   |
| 7         | 41  | Kim Ho-Jun             | Coreia do Sul  | 21.0      | 20.1      | 21.0  |       |
| 8         | 40  | Seppe Smits            | Bélgica        | 18.0      | 7.2       | 18.0  |       |
| 9         | 38  | Michal Ligocki         | Polónia        | 10.7      | 17.9      | 17.9  |       |
| 10        | 49  | James Hamilton         | Nova Zelândia  | 17.0      | 17.7      | 17.7  |       |
| 11        | 53  | Huang Shiying          | China          | 17.5      | 14.9      | 17.5  |       |
| 12        | 46  | Jan Scherrer           | Suíça          | 15.0      | 8.8       | 15.0  |       |
| 13        | 51  | Nikolay Bilanin        | Rússia         | 14.3      | 9.5       | 14.3  |       |
| 14        | 54  | Xu Dechao              | China          | 4.2       | 13.4      | 13.4  |       |
| 15        | 44  | Zhang Yiwei            | China          | 12.9      | 3.3       | 12.9  |       |
| 16        | 50  | Oriol Fargas           | Espanha        | 12.6      | 3.0       | 12.6  |       |
| 17        | 55  | Filberto Piller Cotrer | Itália         | 3.7       | 8.4       | 8.4   |       |
| 18        | 52  | Dmitriy Mindrul        | Rússia         | 7.5       | 7.3       | 7.5   |       |

### Semifinal
A semifinal ocorreu em  19 de janeiro. 
| Colocação | Bib | Nome                | Nacionalidade  | Descida 1 | Descida 2 | Melhor | Notas |
| --------- | --- | ------------------- | -------------- | --------- | --------- | ------ | ----- |
| 1         | 28  | Markus Malin        | Finlândia      | 25.7      | 12.8      | 25.7   | Q     |
| 2         | 4   | Iouri Podladtchikov | Suíça          | 24.6      | 20.7      | 24.6   | Q     |
| 3         | 1   | Taku Hiraoka        | Japão          | 24.1      | 23.2      | 24.1   | Q     |
| 4         | 21  | Brad Martin         | Canadá         | 22.8      | 1.8       | 22.8   | Q     |
| 5         | 20  | Antti Autti         | Finlândia      | 18.0      | 22.6      | 22.6   | Q     |
| 6         | 47  | Benjamin Farrow     | Estados Unidos | 22.4      | 8.2       | 22.4   | Q     |
| 7         | 8   | Mitchell Brown      | Nova Zelândia  | 22.0      | 4.5       | 22.0   |       |
| 8         | 10  | Kosuke Hosokawa     | Japão          | 20.3      | 21.8      | 21.8   |       |
| 9         | 39  | Johann Baisamy      | França         | 20.1      | 8.0       | 20.1   |       |
| 10        | 45  | Dolf van der Wal    | Países Baixos  | 19.1      | 12.5      | 19.1   |       |
| 11        | 48  | Ben Stewart         | Nova Zelândia  | 18.2      | 18.9      | 18.9   |       |
| 12        | 25  | Justin Lamoreux     | Canadá         | 17.8      | 17.4      | 17.8   |       |

### Final
A final ocorreu em  20 de janeiro. 
| Colocação         | Bib | Nome                | Nacionalidade  | Descida 1 | Descida 2 | Melhor | Notas |
| ----------------- | --- | ------------------- | -------------- | --------- | --------- | ------ | ----- |
| Medalha de ouro   | 9   | Nathan Johnstone    | Austrália      | 26.8      | 14.5      | 26.8   |       |
| Medalha de prata  | 4   | Iouri Podladtchikov | Suíça          | 26.2      | 8.5       | 26.2   |       |
| Medalha de bronze | 28  | Markus Malin        | Finlândia      | 22.4      | 24.3      | 24.3   |       |
| 4                 | 26  | Christian Haller    | Suíça          | 23.9      | 6.1       | 23.9   |       |
| 5                 | 42  | Ilkka-Eemeli Laari  | Finlândia      | 23.7      | 21.8      | 23.7   |       |
| 6                 | 43  | Patrick Burgner     | Suíça          | 22.8      | 6.7       | 22.8   |       |
| 7                 | 24  | Mathieu Crepel      | França         | 20.9      | 22.2      | 22.2   |       |
| 8                 | 3   | Ryo Aono            | Japão          | 21.4      | 10.7      | 21.4   |       |
| 9                 | 1   | Taku Hiraoka        | Japão          | 11.5      | 20.3      | 20.3   |       |
| 10                | 20  | Antti Autti         | Finlândia      | 13.5      | 19.9      | 19.9   |       |
| 11                | 21  | Brad Martin         | Canadá         | 19.6      | 9.5       | 19.6   |       |
| 12                | 47  | Benjamin Farrow     | Estados Unidos | 7.7       | 19.1      | 19.1   |       |

Legenda
| Recorde mundial       | Recorde mundial (World record)               |                       | Recorde africano                      | Recorde africano (African) |                                           | Q | Classificado por posição (Qualified) |
| Recorde do campeonato | Recorde do campeonato (Championship record)  | Recorde da América    | Recorde da América (Americas)         | q                          | Classificado por melhor tempo (Qualified) |   |                                      |
| Melhor marca do ano   | Melhor marca do ano (World leading)          | Recorde asiático      | Recorde asiático (Asian)              | DNS                        | Não largou (Did not start)                |   |                                      |
| Recorde nacional      | Recorde nacional (National record)           | Recorde europeu       | Recorde europeu (European)            | DNF                        | Não terminou (Did not finish)             |   |                                      |
| Recorde pessoal       | Recorde pessoal do atleta (Personal best)    | Recorde da Oceania    | Recorde da Oceania (Oceania)          | DSQ / DQ                   | Desclassificado (Disqualified)            |   |                                      |
| Recorde da temporada  | Recorde da temporada do atleta (Season best) | Recorde sul-americano | Recorde sul-americano (South America) | NM                         | Sem marca (No mark)                       |   |                                      |